# Katori
För andra betydelser, se Katori (olika betydelser).
Katori (香取市, Katori-shi) är en stad i den japanska prefekturen Chiba på den östra delen av ön Honshu. Staden är belägen vid Tonefloden och ingår i Tokyos storstadsområde. Katori bildades 27 mars 2006 genom en sammanslagning av staden Sawara med tre närliggande kommuner. 

## Externa länkar

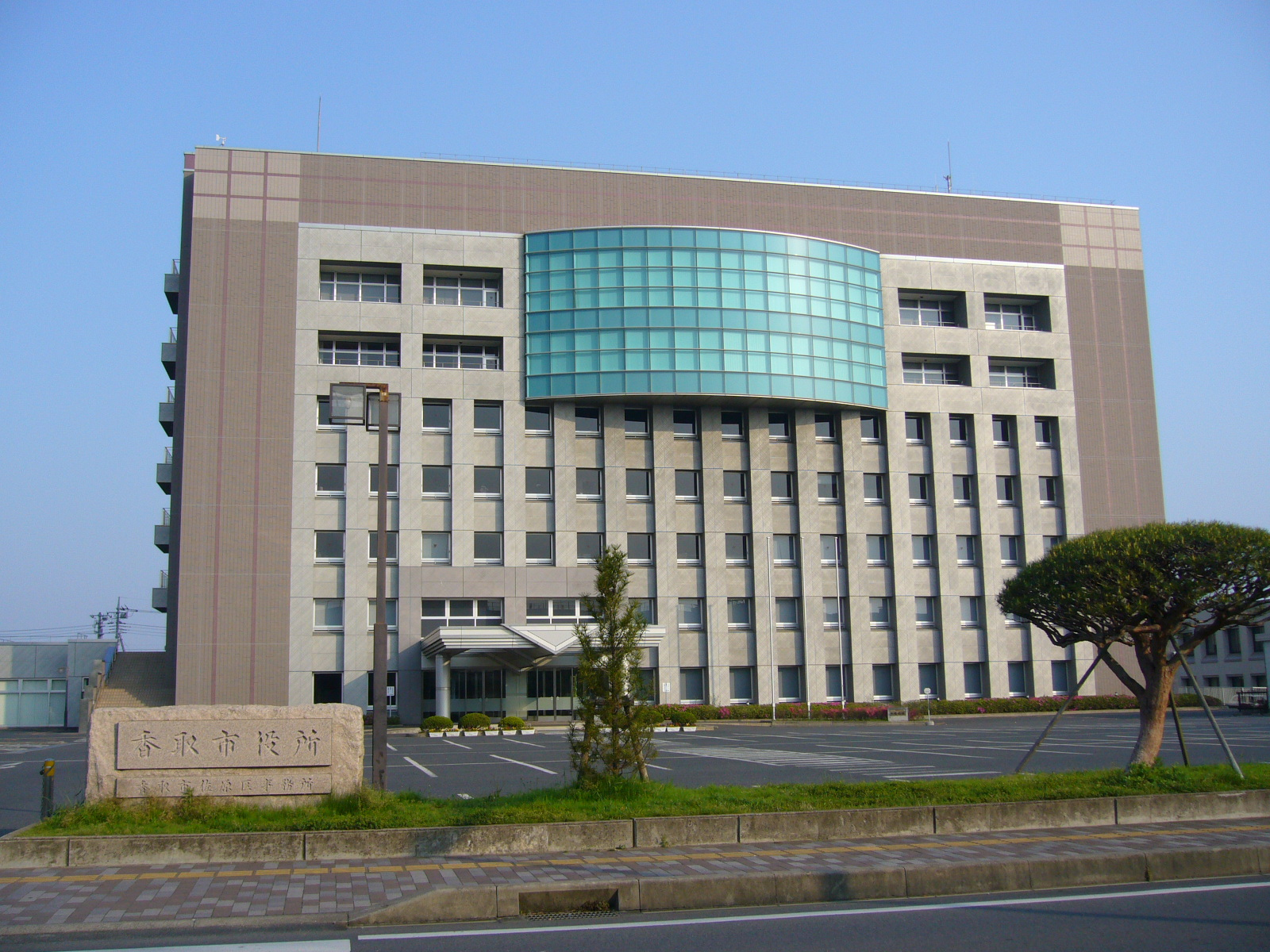
Stadshuset i Katori